# Геологија Србије
Регионална геологија Србије описује геолошку структуру и историју унутар граница Србије.
Србија је у новије геолошко време део Евроазијске плоче, али литологије темељних стена сведоче о разноликој геолошкој историји. Србија је у тектонском смислу део орогеног система који се састоји од алпског, карпатског и динарског орогеног појаса. Њена територија се може поделити на пет геотектонских целина различите генезе:
- Панонска низија, која заузима северни део земље (покрајина Војводина)
- Динарски Алпи заузимају западни део Централне Србије, простиру се у општем правцу северозапад-југоисток
- Вардарска зона је појас источно од Динарских Алпа, који се наставља у централну Северну Македонију. Састоји се из три дела: Сремског, Јадарског и Копаоничког блока, одвојених офиолитским преломима.
- Српско-македонски масив је појас који се простире у правцу север-југ дуж долине Велике и Јужне Мораве, у западну Северну Македонију и северну Грчку (северно од Халкидикијског полуострва).
- Карпато-балкански лук обухвата источну Србију, у облику лука. Његов северни део, Српски Карпати, је продужетак Карпатског ланца, а спаја се са западним деловима Балканских планина, чији је главни масив у Бугарској.

## Тектонске јединице

### Савска зона
Савска зона (названа по реци Сави) је океански шав који се протеже отприлике од СЗ до ЈИ кроз Србију и углавном је на северу прекривен седиментима Панонског басена. Изданци се налазе на Фрушкој гори. Овде се налази јединица састављена од плавих шкриљаца и офиолита. На југу изданци зоне Саве јављају се на Балканским планинама и Родопима. То укључује сенонски флиш и стене које избијају у прозору Јастрепца.

### Јадарско-копаонички потисни лим
Наслон Јадар-Копаоник је ударна јединица СЗ-ЈИ у јужном подножју Савске зоне и северном висећем зиду Дринско-Ивањичког набоја. Већина изданака су офиолити из западног Вардарског океана, али постоје прозори у подрум који лежи испод. Јадарска јединица у западној Србији (Јадарски регион) је највећи прозор у јадранске целине јадарско-копаоничког нагиба. Два мања прозора излазе даље на југ. Студеничка јединица лежи на западу, а Копаоничка јединица на истоку од потисне плоче.

### Супрагетичке напе
Супрагетичке напе формирају север-југ маркантни појас у источној Србији, где избијају на Балканским планинама ( Стара планина ). Оне су део палеогеографског царства Дакије. Супрагетик је подељен на јединице Рановца и Власине.

### Дринско-ивањички потисни лим
Дринско-ивањички нагиб чини ударни потисак од северозапада до југоистока кроз југозападну Србију. Састоји се од палеозојског подрума и мезозојског покривача. Поврх тога лежи обдуковани златиборски офиолит (Златиборске планине), остатак западног Вардарског океана.

## Сеизмичка активност
Србија је склона умереној до јакој сеизмичкој активности, посебно у централним појасевима Вардарске зоне и српског масива. Највећи земљотреси у 20. веку кретали су се од 5,0 до 6,0 (Лазаревац 1922) Рихтерове скале. Последњи велики земљотрес јачине 5,4 степена догодио се код Краљева 3. новембра 2010.
Списак великих земљотреса у 20. и 21. веку:
- 1893. године. Свилајнац – 5,7 Рихтерове скале
- 1921. године. Витина – 5,7
- 1922. године. Лазаревац – 5,9
- 1927. године. Рудник – 5,7
- 1980. Копаоник – 5,7
- 1983. Копаоник – 5,3
- 1998. Мионица – 5,7
- 2010. Краљево – 5,4

## Модерна историја
Српско геолошко друштво основала је група професора и студената у Београду 10. фебруара 1891. године под вођством Јована Жујовића. Геолошко истраживање је покренуто 29. децембра 1930.

## Економска геологија
Економску геологију Србије истраживал су Мелхер и Рајхл 2017.
Србија је 18. највећи произвођач угља (7. у Европи) који се вади из великих лежишта у Колубарском и Костолачком басену; такође је 23. највећи светски (3. у Европи) произвођач бакра који у близини Мајданпека вади Зијин Бор Бакар, велика компанија за рударство бакра са значајном експлоатацијом злата. Године 2018. купио га је кинески Зијин Мининг, којем је у априлу 2021. године влада наредила да прекине активност због „неусклађености са еколошким стандардима“.
Лежишта руде гвожђа Србије су незнатна. На Сувој руди и Сувом рудишту пронађена су налазишта гвожђа и бакра.
Највеће налазиште латеритног никла у Европи налази се на Мокрој Гори, са процењеним на 1.000 милиона тона руде.
Налазиште Јадар садржи минерализацију бора и литијума високог квалитета у минералу по имену Јадарит, а Рио Тинто је уложио 200 милиона долара за тестирање да ли „има потенцијал да производи и литијум карбонат за батерије и борну киселину“. У марту 2021. објављени су извештаји да ће рудник Јадар почети производњу 2026.